# 狂気のプロフィール
『狂気のプロフィール』（『About Face』）は、ピンク・フロイドのギタリスト／ヴォーカリストのデヴィッド・ギルモアが1984年に発表したソロ・アルバム。全英29位、全米32位を記録した。原題はジャケット写真でギルモア自身が右側を指さしているように「回れ右」を意味する。

## 解説
本作は前作『デヴィッド・ギルモア』（1978年）と比べると、かなり音楽的、商業的な成功を意識した作りになっている。本作のレコーディングに当たっては、多彩なゲストが招かれている。プロデュースはギルモアと、ピンク・フロイドの『ザ・ウォール』で一緒に作業をしたボブ・エズリンが行い、TOTOのジェフ・ポーカロ（ドラムス）、ピノ・パラディーノ（ベース）、スティーヴ・ウィンウッド、ジョン・ロード（キーボード）も参加している。また、ピート・タウンゼントもギルモアからのリクエストに応えて3曲の歌詞を書き下ろし、そのうち2曲が収録された。
ギルモアは当時ソロ・アルバムを制作した理由について「僕はピンク・フロイドなしでやっていけるかどうか、それを知るためにこのレコードを出し、ツアーをやった」と語っている。アルバムのプロモーションのために、ピンク・フロイドのポリシーとは対照的にマスコミに対してあらゆるインタビューにはほとんど応じ、MTVにもインタビューのほかにミュージック・ビデオを提供している。
アルバムのプロモーションのため、1984年3月から6月にかけて、ヨーロッパを跨り、北米を駆けた大掛かりなコンサートツアーを行った。1984年4月30日のイギリスのハマースミス公演では、ニック・メイスンとロイ・ハーパーがゲスト出演もしている。この模様は、『David Gilmour Live 1984』 (日本未発売) に収録されている。但し、この翌日のバーミンガム公演ではわずかに200人程度しか観客が集められなかった。このことからも、必ずしもコンサートツアーが成功したとは言いがたかったが、アメリカにおいては、MTVでプロモーションしたことが幸いし、どうにかコンサートは黒字になったという。
ギルモアがこのソロ活動をしたちょうど同じ時期に、ロジャー・ウォーターズもやはりソロアルバム『ヒッチハイクの賛否両論』を発表し、それに伴うコンサートツアーも行っているが、そのアルバムならびにコンサートの売り上げはギルモアと同様か若干下回る程度で、あまり芳しいものではなかった。

## 収録曲
1. 夢なき夜   Until We Sleep
2. マーダー   Murder
3. ラヴ・オン・ジ・エア   Love on the Air　※
4. ブルー・ライト   Blue Light
5. 果てなきブルー   Our of the Blue
6. 狂った恋人たち   All Lovers Are Deranged 　※
7. アイム・ライト   You Know I'm Right
8. クルーズ   Cruise
9. レッツ・ゲット・メタフィジカル   Let's Get Metaphysical
10. 終焉の時    Near the End

※ピート・タウンゼントによる作詞
このアルバムから「ブルー・ライト」がシングル・カットされている。